# Trauma (serie televisiva)
Trauma è una serie televisiva statunitense composta da un'unica stagione di 18 episodi, trasmessa sul canale NBC dal 28 settembre 2009 al 26 aprile 2010. Ideata da Dario Scardapane, è incentrata sulle vicende dei paramedici dei Vigili del Fuoco di San Francisco (SFFD) che qui, come in altre città degli Stati Uniti (per esempio New York) gestiscono il servizio delle ambulanze d'emergenza e primo soccorso.
A causa dei bassi ascolti registrati, la NBC ha comunicato il 14 maggio 2010 di non voler produrre una seconda stagione per la serie, che è stata quindi cancellata.
In Italia è stata trasmessa dal 15 maggio 2010 dal canale pay Steel.

## Trama
La trama ruota attorno agli interventi dei paramedici e dei tecnici del soccorso (EMT) dei vigili del fuoco di San Francisco (SFFD) supportati dai paramedici dell'elisoccorso (Angel Rescue 2) e che fanno capo al San Francisco General Hospital e all'intreccio che si crea tra vita lavorativa e vita privata dei componenti del team. La squadra di paramedici è specializzata per intervenire da terra, cielo o mare, a seconda di ciò che la missione richiede, ed è composta dal paramedico di volo Reuben "Rabbit" Palchuk, i paramedici Cameron Boone, Nancy Carnahan, la pilota Marisa Benez, i soccorritori Tyler Briggs e Glenn Morrison, il dottore Joe Saviano, il dottor Ludden, Karl Sly e Diana Van Dine.

## Personaggi e interpreti
- Reuben "Rabbit" Palchuk, interpretato da Cliff Curtis
- Cameron Boone, interpretato da Derek Luke
- Nancy Carnahan, interpretata da Anastasia Griffith
- Marisa Benez, interpretata da Aimee Garcia
- Tyler Briggs, interpretato da Kevin Rankin
- Glenn Morrison, interpretato da Taylor Kinney
- Joe Saviano, interpretato da Jamey Sheridan
- Dr. Ludden, interpretato da Christopher Green
- Karl Sly, interpretato da Carl Marino
- EMT, interpretato da Raul Bustamante
- Diana Van Dine, interpretata da Scottie Thompson

## Episodi
| Stagione       | Episodi | Prima TV originale | Prima TV Italia |
| -------------- | ------- | ------------------ | --------------- |
| Prima stagione | 18      | 2009-2010          | 2010            |